# Comté de Howard (Nebraska)
Pour les articles homonymes, voir Howard et Comté de Howard.
Le comté de Howard est un comté de l'État du Nebraska, aux États-Unis. Son siège est la ville de Saint Paul.